# Studio PRL
Studio PRL – działający od 2004 roku dom produkcyjny z siedzibą w Warszawie, w którego skład wchodzi studio reklamowe i filmowe oraz studio dźwiękowo-montażowe, zajmujące się postprodukcją efektów dźwiękowych oraz realizacją dubbingu. Studio opracowuje polskie wersje językowe dla takich firm jak Cd Projekt, Cenega, Sony Computer Entertainment Polska, Kino Świat czy Electronic Arts Polska. W 2011 roku studio zrealizowało krótkometrażowy film Złodzieje energii, prezentowany w maju 2012 roku podczas Festiwalu Polskich Filmów Fabularnych w Gdyni w ramach „Przeglądu polskiego kina niezależnego”. Studio reklamowe realizuje reklamy kinowe, telewizyjne i radiowe dla takich marek jak: Bosch, Elle, Gala, Glamour, Focus, Przegląd Sportowy, Pewex, Chwila dla Ciebie, Mam ogród i wiele innych.

## Realizacja polskiego dubbingu

### Filmy fabularne
- 7 krasnoludków – historia prawdziwa
- 7 krasnoludków: Las to za mało – historia jeszcze prawdziwsza
- Asterix i Obelix: W służbie Jej Królewskiej Mości
- Hugo i łowcy duchów
- Kapitan Szablozęby i skarb piratów
- Wakacje Mikołajka
- Magiczna podróż do Afryki
- Uwolnić Mikołaja!
- Imperium robotów. Bunt człowieka
- Szajbus i pingwiny
- Czerwony kapitan
- Jak zostać kotem
- Wrota wojowników

### Filmy animowane,
- Aniołki i spółka: Zielona szkoła
- Czarnoksiężnik z Oz: Powrót Dorotki
- Delfin Plum
- Disco robaczki
- Fru!
- Goryl Śnieżek w Barcelonie
- Księżniczka Lillifee
- Kumba
- Królowa Śniegu
- Królowa Śniegu 2
- Królowa Śniegu 3. Ogień i lód
- Latająca maszyna
- Lato Muminków
- Mały Książę
- Mambo, Lula i piraci
- Misiek w Nowym Jorku
- Mniam!
- Mysi agenci
- Ostatni smok świata
- Pinokio
- Podróże na burzowej chmurze
- Prawdziwa historia kota w butach
- Ratchet i Clank
- Ratujmy Mikołaja!
- Renifer Niko ratuje brata
- Renifer Niko ratuje święta
- Robaczki z Zaginionej Doliny
- Robinson Crusoe
- Rock Dog
- Roman barbarzyńca
- Rycerz Blaszka. Pogromca smoków
- Ryś i spółka, czyli zwierzaki kontratakują
- Sarila
- Siedmiu krasnoludków ratuje Śpiącą Królewnę
- Stefan Malutki
- Tedi i poszukiwacze zaginionego miasta
- Tulisie. Przygoda w słonecznej krainie
- Ups! Arka odpłynęła
- Warzywniak, 360 st.
- Wilk w owczej skórze
- Winx Club: Magiczna przygoda
- Wojownicze żółwie ninja
- Zambezia
- Żółwik Sammy 2

### Gry
- Age of Conan: Hyborian Adventures
- Battlefield 1
- Beyond: Dwie dusze
- Buzz! Świat quizów
- Call of Duty: Infinite Warfare
- Crackdown 2
- Crysis 3
- Epic Mickey: Siła dwóch
- EyePet
- F1 2012
- God of War III
- God of War: Duch Sparty
- Gran Turismo 5
- Grid 2
- Heavy Rain
- inFamous
- invizimals
- Jak & Daxter: Zaginiona granica
- Killzone 3
- League of Legends
- LittleBigPlanet
- LittleBigPlanet 2
- MAG
- ModNation Racers
- MotorStorm: Apokalipsa
- nieSławny: inFamous 2
- Ratchet & Clank: 4 za jednego
- Rise & Fall: Civilizations at War
- Risen 2: Mroczne wody
- SOCOM: Polskie Siły Specjalne
- StarCraft II: Wings of Liberty
- Sublustrum
- Tes Legends
- Test Drive Unlimited 2
- The Last of Us
- Titanfall 2
- Tomb Raider
- Uncharted 2: Pośród złodziei
- Uncharted 3: Oszustwo Drake’a
- Uncharted 4: Kres złodzieja
- Uncharted: Złota Otchłań
- Wiedźmin 3: Dziki Gon
- Wiedźmin 3: Serce z kamienia
- Wiedźmin 3: Krew i wino